# Ahmed Halim
Ahmed Halim (10 de fevereiro de 1910 - data de morte desconhecida) foi um futebolista egípcio, que atuava como meia.

## Carreira
Ele competiu na Copa do Mundo FIFA de 1934, sediada na Itália, na qual a seleção de seu país terminou na décima terceira colocação dentre os 16 participantes.